# Маралды (Катон-Карагайский район)
Маралды (каз. Маралды, до 1999 г. — Фадиха) — упразднённый сел в Катон-Карагайском районе Восточно-Казахстанской области Казахстана. Ликвидирован в 2018 г. Входил в состав Жамбылского сельского округа. Код КАТО — 635435400.

## Население
В 1999 году население села составляло 117 человек (61 мужчина и 56 женщин). По данным переписи 2009 года, в селе проживало 65 человек (30 мужчин и 35 женщин).